# ジャン＝フランソワ・シャンポリオン

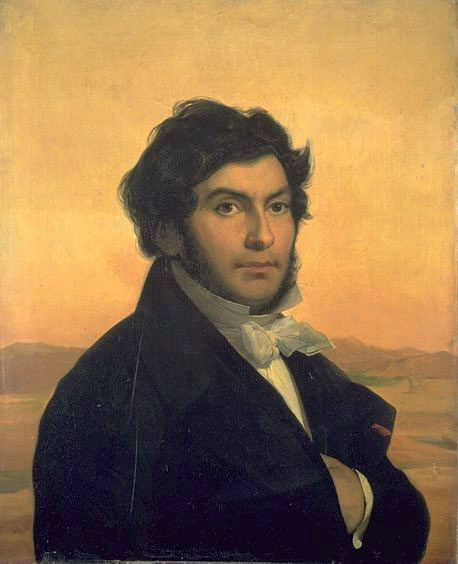
肖像画(1831年)

ジャン＝フランソワ・シャンポリオン（Jean-François Champollion、1790年12月23日 - 1832年3月4日）は、フランスの古代エジプト学の研究者。ロゼッタ・ストーンを解読し、ヒエログリフ（古代エジプト象形文字）を解明したことで知られ、「古代エジプト学の父」と言われている。

## 生涯
1790年、フランスのロット県フィジャックに生まれる。少年時代から非凡な語学的才能を示し、9歳でラテン語を話したという。グルノーブルの高等学校で、中国語を含む多くの古代語を学んだ。18歳の時には、出回っていたロゼッタストーンの写しの一部を手に入れていた。20歳までにラテン語、ギリシア語、ヘブライ語、アムハラ語、サンスクリット語、アヴェスタ語、パフラヴィー語、アラビア語、シリア語、ペルシア語、中国語などを習得していた。コプト語などの東洋語に対する関心を持っており、発見されたばかりのロゼッタ・ストーンをイゼール県知事だった数学者ジョゼフ・フーリエに見せてもらって以来、そこに書かれている文字（ヒエログリフ）の解読に取り組み始めた。
1809年、グルノーブル大学の歴史学助教授となる。1822年、ヒエログリフの解読結果をパリ学士院で発表した。1824年から1826年までイタリアに滞在。トリノ・エジプト博物館から古代エジプトのパピルスと芸術品を相当数提供してもらったことにより、精力的に研究活動に取り組む。1824年『ヒエログリフの体系概説』発表。1826年ルーブルのエジプト美術部門創設を担当する。
1828年と1830年に、長年の夢であったエジプトへの調査旅行を果たす。その後、パリに戻り、1831年5月18日、コレージュ・ド・フランスの古代エジプト学教授となった。しかし、1832年3月4日、コレラに罹り41歳でパリで死去し、ペール・ラシェーズ墓地に埋葬された。功績を称えて、小惑星(3414)のシャンポリオンが彼に因んで命名されている。

## 評伝
- ジャン・ラクチュール 『シャンポリオン伝』 矢島文夫・岩川亮・江原聡子訳、河出書房新社（上下） 2004-05年